# Cancer Minor
Cancer Minor (z łac. „Mały Rak”) – historyczny gwiazdozbiór leżący pomiędzy obecnymi konstelacjami Bliźniąt i Raka. Gwiazdozbiór został stworzony przez Planciusa w 1613 roku, tworzyły go gwiazdy około piątej wielkości gwiazdowej: HD 59686 oraz 68, 74, 81 i 85 Geminorum. Około połowy XVII wieku gwiazdozbiór pojawiał się w atlasach nieba, m.in. u Stanisława Lubienieckiego, któremu także przypisywano autorstwo gwiazdozbioru, lecz później zniknął z map.